# Triglycidylisocyanurat
 Triglycidylisocyanurat  (TGIC) ist eine heterocyclische chemische Verbindung. Die kristalline Substanz besitzt einen zentralen Isocyanursäure-Sechsring sowie drei Epoxid-Substituenten. In granulierter Lieferform wird es üblicherweise als Härter in wetterbeständigen Pulverlacken auf der Basis von Polyesterharzen verwendet.

## Gewinnung
Cyanursäure wird mit einem Überschuss Epichlorhydrin in Gegenwart eines Tetraalkylammoniumsalzes als Katalysator umgesetzt.

Isocyanursäure
Epichlorhydrin

## Chemische Eigenschaften
TGIC kann aufgrund seiner drei endständigen Epoxidgruppen verzweigt mit Carboxygruppen vernetzen.

## Verwendung

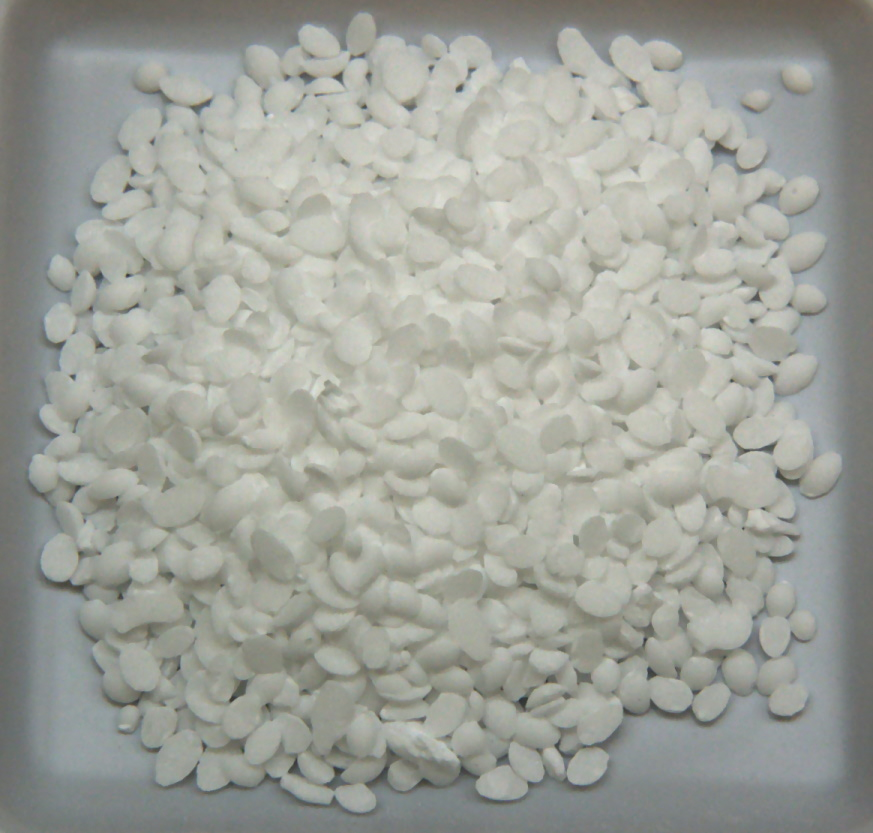
Triglycidylisocyanurat granuliert

Mit TGIC vernetzte Pulverlacke, auf der Basis von carboxygruppenhaltigen Polyesterharzen, zeichnen sich durch eine gute Witterungsstabilität aus. Dabei reagiert das TGIC mittels seiner Epoxidgruppen mit den Carboxygruppen des Polyesterharzes über eine Polyadditionsreaktion, also ohne Abspaltprodukte. Das hierdurch entstehende Netzwerk macht den resultierenden Pulverlack sehr widerstandsfähig gegen aggressiv wirkende Ultraviolettstrahlung. Gleichzeitig zeigen TGIC-vernetzte Pulverlacke eine gute Flexibilität bei einer vergleichsweise zufriedenstellenden Chemikalienbeständigkeit.
Aufgrund seiner erbgutschädigenden Eigenschaften (mutagene Kategorie 2 M:2),  und der darum seit Mitte 1998 geltenden Einstufung als giftig, hat die Verwendung als Härter für Pulverlacke im Europäischen Raum stark nachgelassen.
Aktuelle außenbeständige Pulverlacke werden daher zunehmend mit alternativen Härtern vernetzt, beispielsweise auf der Basis von Hydroxylalkylamid.
Das alpha-Isomer von TGIC wurde unter den Namen Teroxirone, Alpha-TGT und Henkels Compound in den 1990er Jahren experimentell als Wirkstoff gegen Tumoren verwendet. Die klinischen Versuche wurden jedoch nicht fortgeführt.

## Nachweis
Der Nachweis von TGIC kann mittels Flüssigchromatographie (HPLC) erfolgen, wobei TGIC aus Pulverlacken zuvor mittels Tetrahydrofuran extrahiert werden muss. Bei nichtgebundenem TGIC kann auf diese Extraktion verzichtet werden.

## Sicherheitshinweise / Risikobewertung
Die häufigste Kontaktmöglichkeit mit TGIC besteht für den Menschen bei der Herstellung des Stoffes selbst, als auch bei der Verarbeitung der daraus hergestellten Pulverlacke.
Am kritischsten ist hierbei die Inhalation von Stäuben aus reinem TGIC. Um diese zu vermeiden, ist die Verwendung von Atemschutz und einer Absaugung zwingend notwendig.
Aufgrund der Möglichkeit von Haut- und Augenreizungen ist die Verwendung von Schutzbrillen und Schutzhandschuhen einzuhalten.
Bei der Verarbeitung TGIC-haltiger Pulverlacke konnte eine eindeutige Bioverfügbarkeit nicht nachgewiesen werden.
Triglycidylisocyanurat wurde 2012 von der EU gemäß der Verordnung (EG) Nr. 1907/2006 (REACH) im Rahmen der Stoffbewertung in den fortlaufenden Aktionsplan der Gemeinschaft (CoRAP) aufgenommen. Hierbei werden die Auswirkungen des Stoffs auf die menschliche Gesundheit bzw. die Umwelt neu bewertet und ggf. Folgemaßnahmen eingeleitet. Ursächlich für die Aufnahme von Triglycidylisocyanurat waren die Besorgnisse bezüglich der Einstufung als CMR-Stoff, Verbraucherverwendung, Umweltexposition, Exposition von Arbeitnehmern und weit verbreiteter Verwendung sowie der Gefahren ausgehend von einer möglichen Zuordnung zur Gruppe der PBT/vPvB-Stoffe. Die Neubewertung fand ab 2015 statt und wurde von Polen durchgeführt. Anschließend wurde ein Abschlussbericht veröffentlicht.